# Musée des Transports de Londres

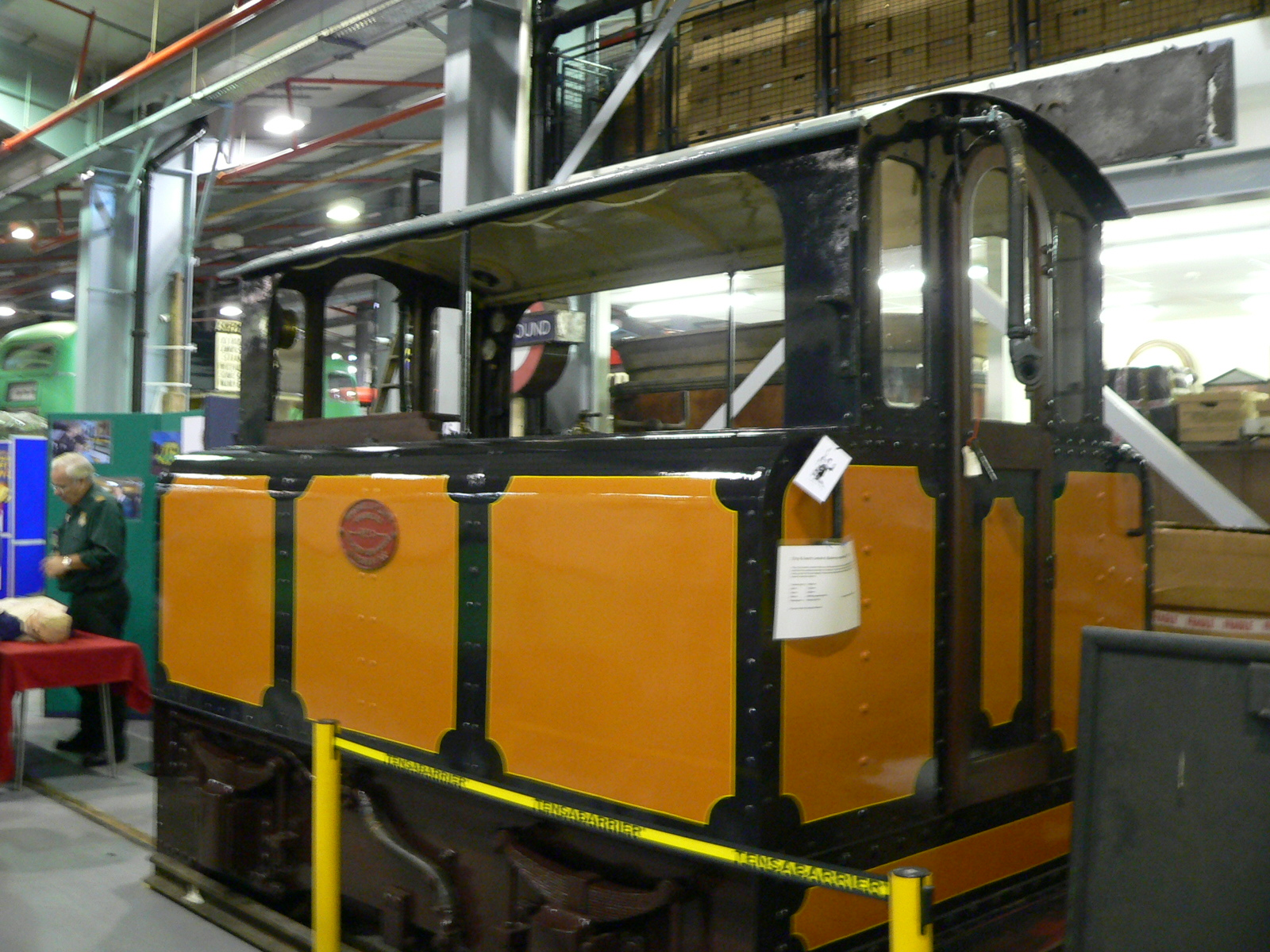
Locomotive numéro 13 du City & South London Railway

Le London Transport Museum, ou LT Museum, situé à Covent Garden, Londres, conserve, expose et explique le patrimoine des moyens de transport de la capitale britannique. La majorité des expositions du musée a commencé avec la collection du London Transport, mais depuis la création de Transport for London (TfL) en 2000, les attributions du musée se sont étendues pour couvrir tous les aspects des transports dans l'agglomération londonienne.
Le musée fonctionne sur deux sites. Le site principal de Covent Garden est ouvert au public chaque jour, après une rénovation de deux ans. L'autre site, situé à Acton, qui porte le nom de London Transport Museum Depot, est principalement un site de stockage ouvert au long de l'année certains jours prédéterminés.
Le musée a été brièvement renommé London's Transport Museum pour refléter une couverture s'étendant au-delà du London Transport, mais a retrouvé son nom antérieur en 2007 pour coïncider avec la réouverture du site de Covent Garden.

## Le musée (Covent Garden)

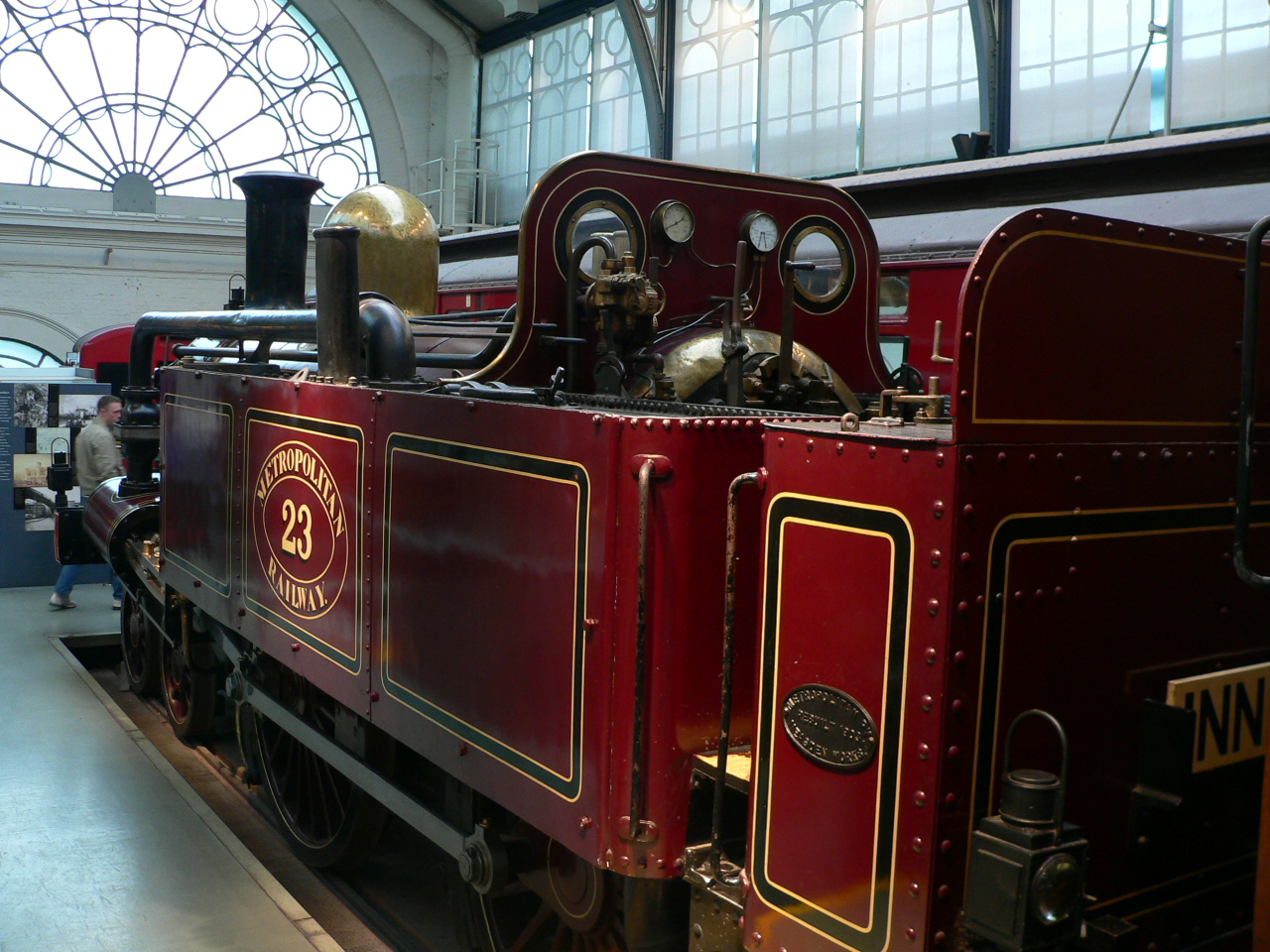
Locomotive à vapeur numéro 23 du Metropolitan Railway, seule locomotive survivante du tout premier métro au monde.

L'établissement principal du musée est situé dans un édifice de fer et de verre de style victorien qui à l'origine a abrité le marché aux fleurs ou fruits et légumes de Covent Garden. Il a été conçu comme marché aux fleurs par William Rogers (en) en 1871. Il est situé entre Russell Street, Tavistock Street, Wellington Street et le côté est de l'ancienne place du marché. Le marché a déménagé en 1971 et le bâtiment a été d'abord occupé par le musée des Transports de Londres en 1980.
Le 4 septembre 2005 le musée a fermé pour une importante rénovation de 22 millions de livres sterling permettant l'expansion de la collection et donnant de plus grandes attributions au TfL, qui gère toutes les formes de transports en commun de Londres. Des équipements éducatifs améliorés sont aussi apparus. Le musée a rouvert le 22 novembre 2007,.
L'entrée du musée se fait à partir de Covent Garden Piazza, qui dispose d'un grand nombre d'attractions touristiques et se situe non loin de la station de métro Covent Garden.

## Le dépôt (Acton)

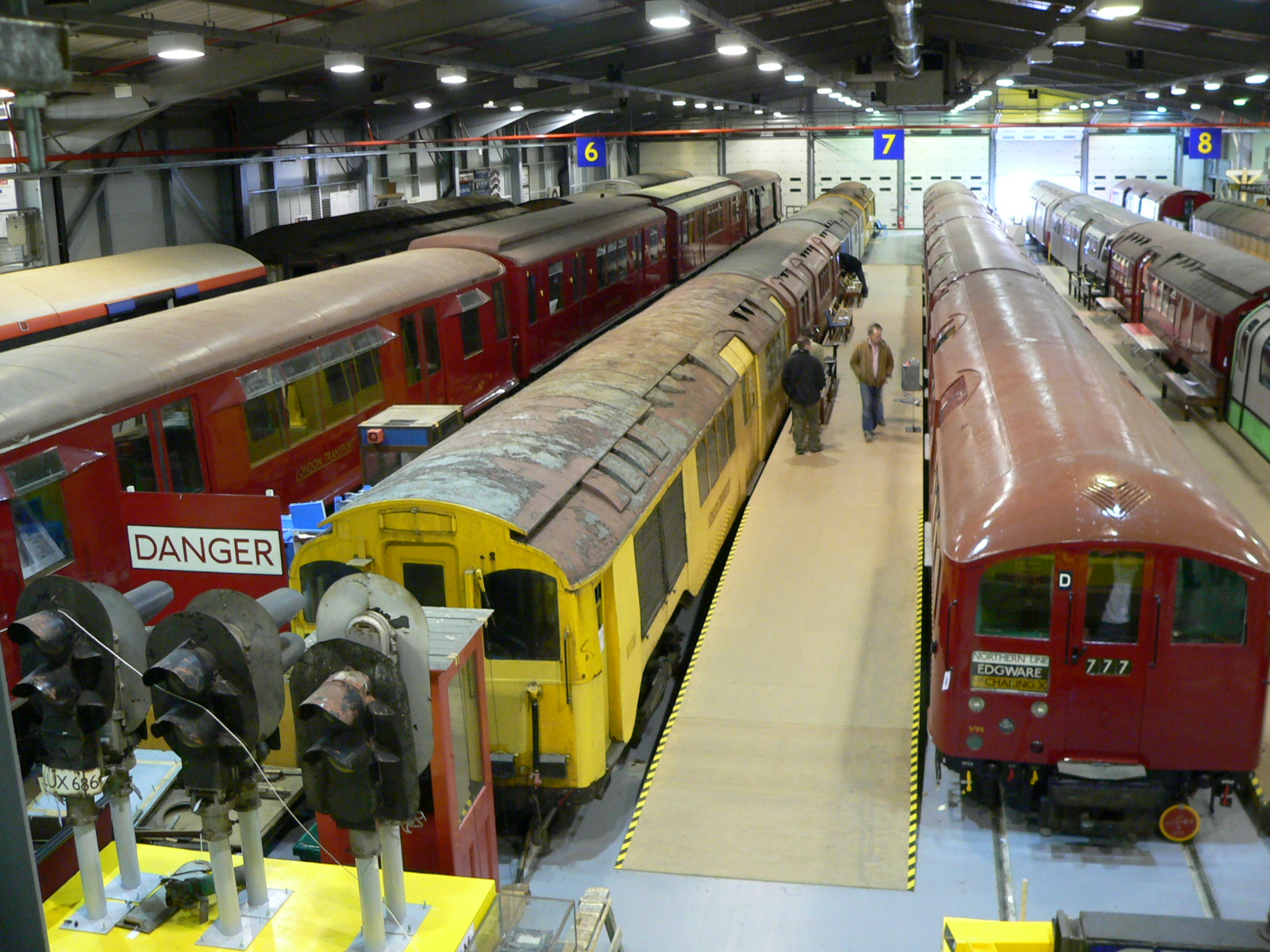
Trains du métro de Londres de différents types et époques au dépôt du musée

Le dépôt du musée, situé à Acton, à l'ouest de Londres, a été ouvert en octobre 1999. Le dépôt contient la majorité des collections du musée qui ne sont pas exposées dans le musée principal de Covent Garden. Cette base du musée sert aussi à l'exposition d'objets trop volumineux pour être logés dans l'installation principale.
Le dépôt, qui offre 6 000 mètres carrés d'espace de stockage dans des conditions sécurisées et respectueuses de l'environnement, abrite plus de 370 000 objets de tous types, dont de nombreuses œuvres d'art originales d'affiches, enseignes, maquettes, photographies, dessins techniques et uniformes. Le bâtiment dispose d'un accès routier et d'une connexion ferroviaire au réseau du métro de Londres, qui assurent le stockage et l'exposition d'un nombre important de bus, tramways, trolleybus, matériels roulants ferroviaires et autres véhicules.
Le dépôt n'est pas régulièrement ouvert au public, mais il est entièrement équipé pour recevoir des visiteurs, avec une billetterie, une boutique, un chemin de fer miniature et d'autres installations pour les visiteurs. Il s'ouvre au public pour des visites guidées pré-réservées plusieurs fois par mois, ainsi que pour des événements spéciaux, comme des week-ends à thème, généralement trois fois par an. Le dépôt se trouve à quelques pas de la station de métro Acton Town.

## Collection

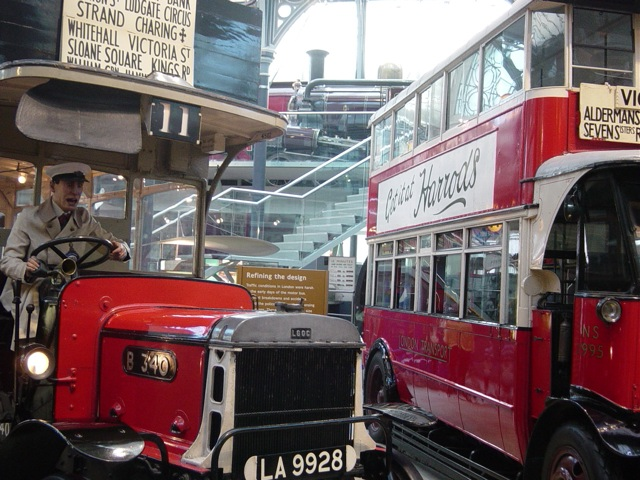
Bus londoniens typiques

Les premiers éléments de la collection ont été réunis au début du XXe siècle par la London General Omnibus Company (LGOC) lorsqu'elle a commencé à préserver les bus mis hors service. Après le rachat du LGOC par le London Electric Railway (LER), la collection a été élargie pour inclure les véhicules ferroviaires. Elle a continué à se développer après que le LER est devenu membre du London Passenger Transport Board dans les années 1930 et que l'organisation est passée par divers organismes successeurs jusqu'à TfL, actuelle autorité de transport de Londres.
La collection a été abritée en plusieurs endroits au cours de son existence. Elle a été hébergée dans le cadre du Museum of British Transport dans un dépôt de tramways désaffecté à Clapham High Street (maintenant un supermarché) de 1963 à 1972, puis à Syon Park à Brentford de 1973 à 1977, avant d'être déplacée à Covent Garden en 1980. La plupart des autres expositions ont été transportées à York lors de la formation du National Railway Museum en 1975.
Le bâtiment de Covent Garden présente de nombreux exemplaires d'autobus, tramways, trolleybus et véhicules ferroviaires des XIXe et XXe siècles, ainsi que des objets et expositions liés à l'exploitation et à la commercialisation des services aux passagers et à l'impact que le développement du réseau de transports a eu sur la ville et sa population. Le premier train électrique souterrain, de 1890, y figure aussi en bonne place.
Les plus importants éléments d'exposition conservés au dépôt d'Acton comprennent une rame de métro complète du stock de 1938, ainsi que les locomotives d'origine des premières lignes souterraines et lignes en profondeur.

## Boutique du musée des transports de Londres
La boutique du musée vend une large gamme de reproductions d'affiches, de modèles, de cadeaux et de souvenirs, à la fois à Covent Garden et en ligne. Les bénéfices des ventes soutiennent les activités du musée. En 2012, le musée a commencé à proposer à la vente des porte-bagages provenant de la mise hors service des rames de métro du stock A de la Metropolitan line, remplacées par de nouveaux trains.

## Galerie de photos

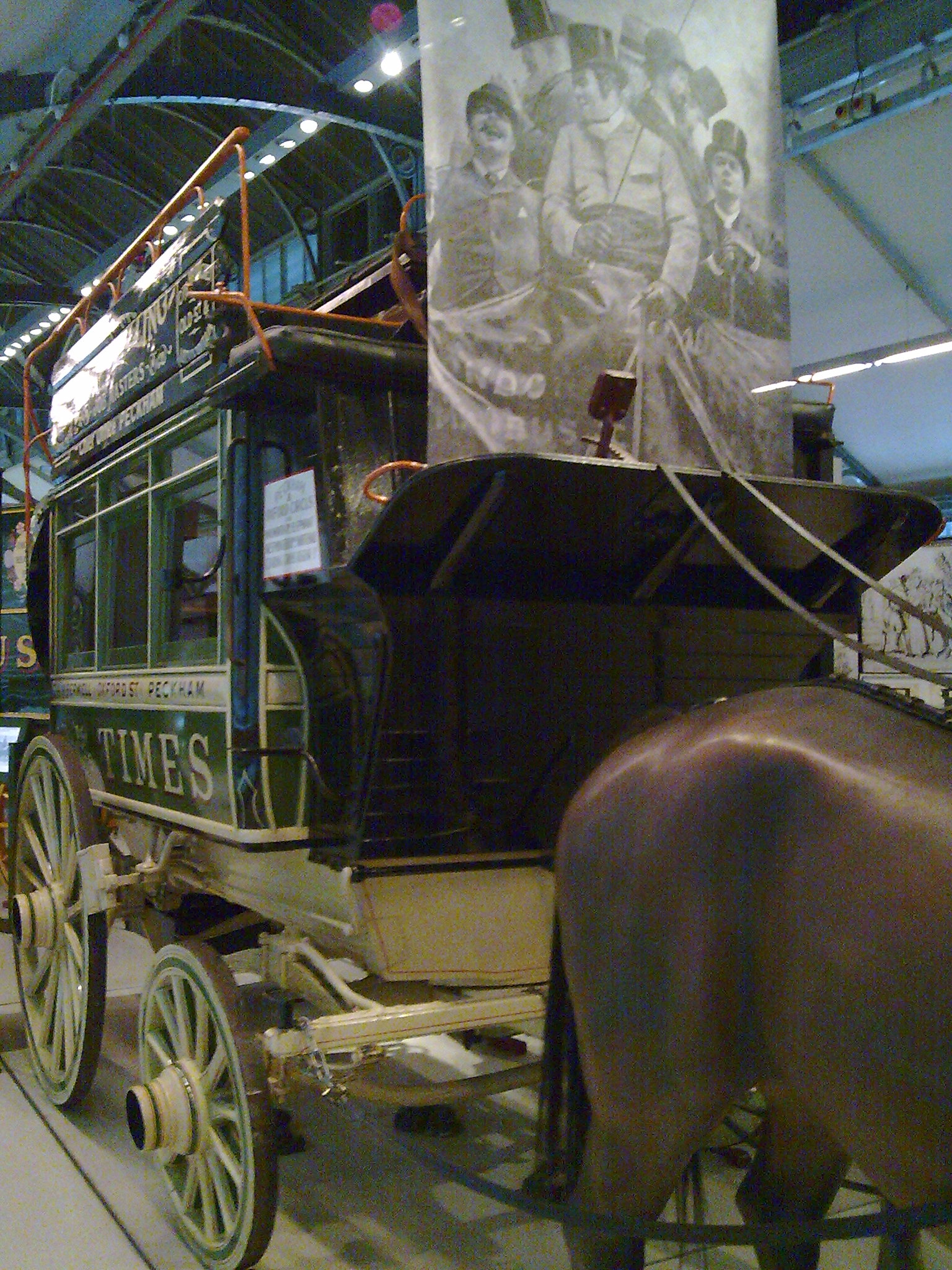
Calèche à deux étages
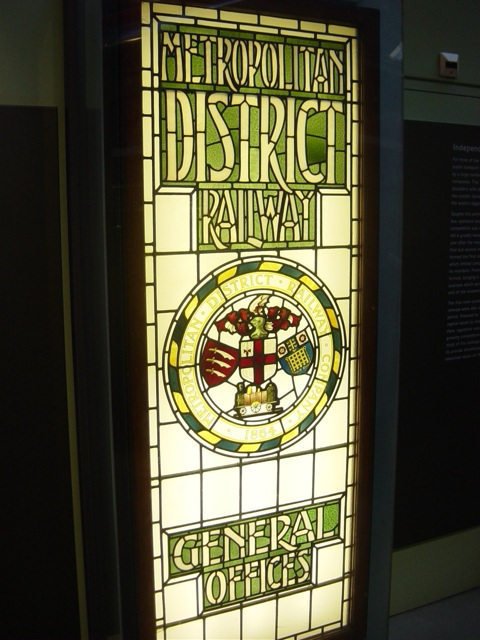
Porte en verre teinté
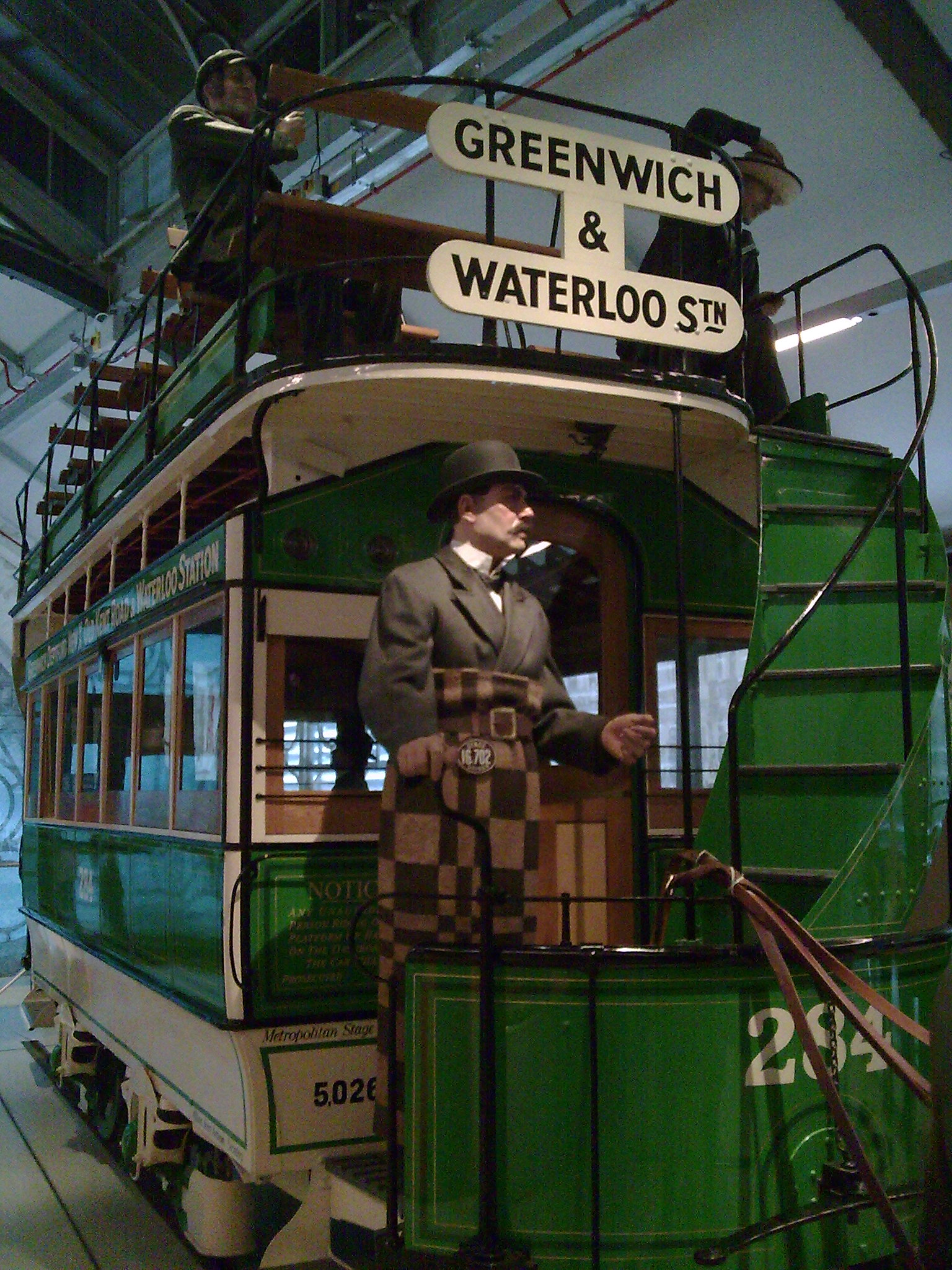
Tramway à deux étages tracté par des chevaux
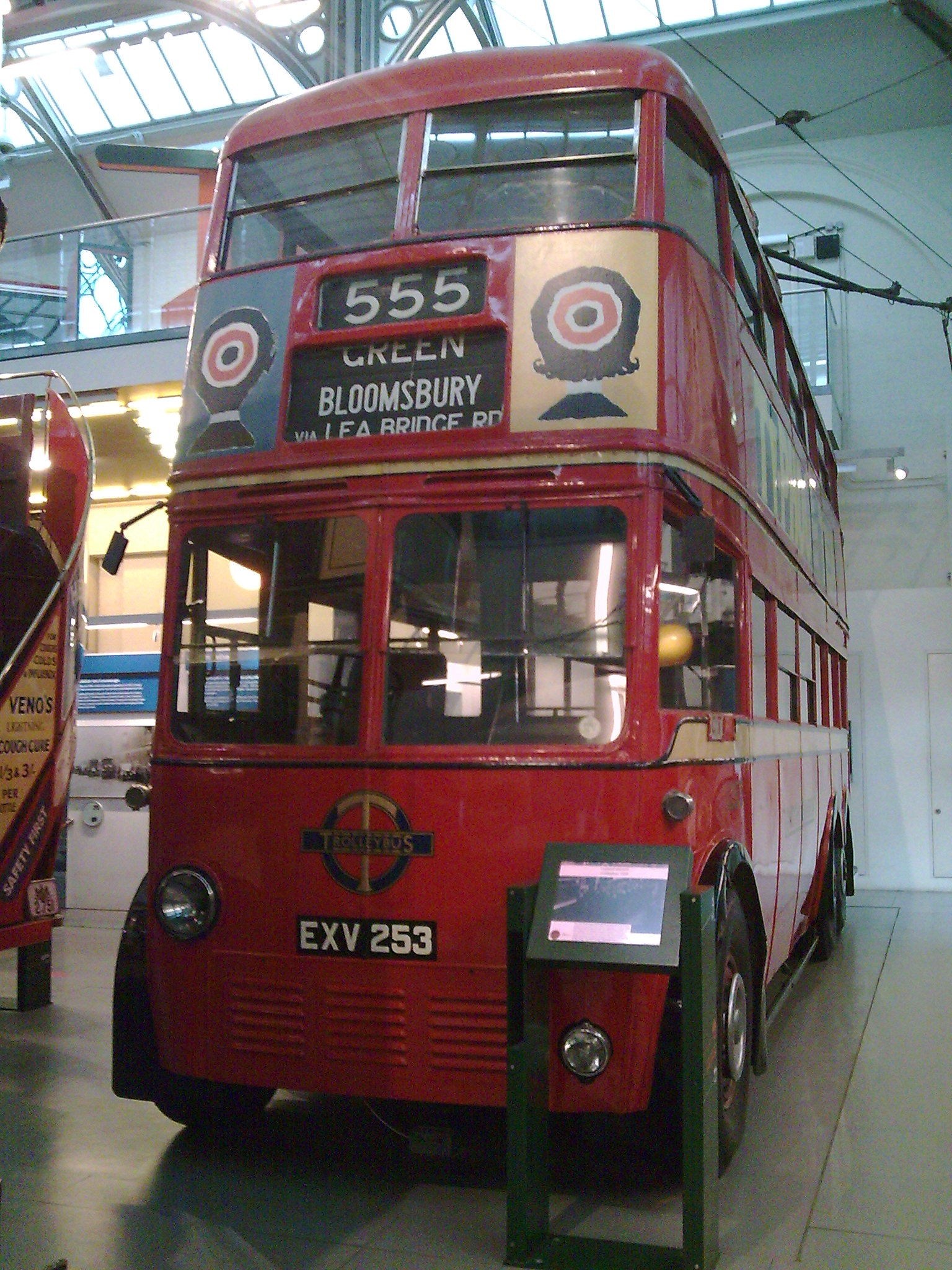
Trolleybus à deux étages